# Konfederacja Narodu
Konfederacja Narodu (em polaco: [kɔnfɛdɛˈrat͡sja naˈrɔdu], Confederação da Nação) foi uma organização de resistência polonesa durante a ocupação da Polônia durante a Segunda Guerra Mundial. KN, como foi mais conhecida, foi criada em 1940 pelo partido políticop Acampamento Radical Nacional (ANR), de extrema-direita (ou para ser mais específico, a sua facção Falange) de várias pequenas organizações clandestinas, incluindo o Exército Secreto Polaco. No âmbito político, se opôs a Sanacja, mais central que era relacionada com organizações de resistência regulares (Służba Zwycięstwu Polski e Związek Walki Zbrojnej). Ela nunca iria atrair grande apoio e eventualmente permaneceria marginal, parcialmente na fusão com a ZWZ em torno de 1941 e, finalmente, a juntar-se com a Armia Krajowa torno outono de 1943. 

## Estrutura organizacional
A KN era presidida pelo Conselho de associados, Tymczasowy Związek Rady (TZR-KN), que era o responsável pelas ações da KN. O TZR-KN da recém criada KN, foi composto por representantes de várias das organizações que formaram a KN. Eram eles: 
- Major Jan Włodarkiewicz “Jan Darwicz”: oriundo do Tajna Armia Polska – Exército Secreto Polonês
- Stanisław Dangel “Salisch”:  oriundo do Znak – Marco
- Tenente-coronel Julian Znamierowski “Profesor Witold”: oriundo do  Związek Czynu Zbrojnego – Associação Literária Armada
- Major Józef Pater “Orlot”: oriundo da Gwardia Obrony Narodowej – Guarda de Defesa Nacional